# Tsehai (Flugzeug)
Tsehai (amharisch „Sonne“) ist das erste in Äthiopien gebaute Flugzeug. Es wurde im Frühjahr 1935 von dem deutschen Piloten Ludwig Weber konstruiert und gebaut. Der ursprüngliche Name war AETHIOPIEN I, das Flugzeug wurde aber vom Kaiser Haile Selassie nach seiner Tochter Prinzessin Tsahai umbenannt. Es wird auch als das Flugzeug des Negus (des Kaisers) (Aeroplane of the negus) bezeichnet.
Ludwig Weber kam im März 1932 mit dem Auftrag der Firma Junkers, eine Junkers W 33 C zu reparieren, nach Äthiopien und wurde der persönliche Pilot des Kaisers. Er führte das Flugzeug als Eindecker aus, mit einem 115 PS starken, siebenzylindrigen Walter-Venus-Motor und einem Schwarz-Propeller. Der Rumpf bestand aus einem Stahlgerüst mit Stoffbezug, die Flügel größtenteils aus Holz und die Windschutzscheibe aus Plastik. Es wurde in den traditionellen Farben Äthiopiens grün, gelb und rot bemalt. Insgesamt wurden drei Flugzeuge dieser Baureihe geplant, allerdings konnte nur eines fertiggestellt werden.
Der Jungfernflug fand im Dezember 1935 statt und wurde von Ludwig Weber persönlich durchgeführt. Insgesamt kam dieses Flugzeug nur auf dreißig Flugstunden, da die italienische Invasion Weber und seine Mannschaft zwangen, das Land im Mai 1936 zu verlassen. Das Flugzeug wurde von den Italienern nach Italien verbracht, wo es bis 1941 im Luftfahrtmuseum von Caserta ausgestellt wurde. Danach wurde es ins Italienische Luftfahrtmuseum bei Rom gebracht, wo es seither ausgestellt wird.
Wegen der besonderen historischen Bedeutung forderte Äthiopien das Flugzeug Tsehai von Italien zurück, um es auf dem Dach des Flughafens Bole International in Addis Abeba auszustellen.
Im Februar 2024 wurde die historische Maschine dann schließlich nach Äthiopien zurücküberführt und soll dort ausgestellt werden, um die jüngere Generation an die einstigen Erfolge des Landes zu erinnern und entsprechend zu Leistungen zu inspirieren, eine bessere Zukunft anzustreben.